# مديرية الأمن العمومي (الجزائر)
مديرية الأمن العمومي هي أحد المديريات المركزية المختصة على مستوى المديرية العامة للأمن الوطني، . وتعمل على الحفاظ والسهر على النظام العام من خلال المهام التالية:
- الشرطة الإدارية
- الوقاية، الأمن و المرور عبر الطرق.
- شرطة العمران و حماية البيئة.
- تأمين و حماية المنشأة العمومية و التمثيليات الدبلوماسية والقنصلية.
- الشرطة الحضارية الجوارية.
- الشرطة السياحية.

## نيابات المديرية
تضم مديرية الأمن العمومي ثلاث نيابات هي:
- نيابة مديرية الطريق العمومي.
- يابة مديرية حفظ النظام.
- نيابة مديرية الشرطة الحضارية الجوارية.

## المدراء
- مراقب الشرطة عيسى نايلي 2009-2016
- عميد الشرطة أحسن بوفناية2008